# Vilmos Korn
Vilmos Korn, Pseudonym Korvil, eigentl. Wilhelm Viktor Korn (* 3. April 1899 in Kikinda (deutsch Großkikinda), Königreich Ungarn, Österreich-Ungarn; † 6. November 1970 in Kleinmachnow) war ein deutscher Schriftsteller und Journalist.

## Leben
Vilmos Korn war der Sohn eines Schriftstellers und Publizisten. Nach dem Besuch der Oberrealschule in Görlitz nahm er als Kriegsfreiwilliger am Ersten Weltkrieg teil. 1916 erfolgte seine Beförderung zum Offizier. Nach der Novemberrevolution 1918 war Korn Mitglied eines Arbeiter- und Soldatenrats. Er arbeitete als Organisationsfachmann im Versicherungswesen und war Sekretär einer Angestelltengewerkschaft. Nach einem Streik im Jahre 1923 wurde er angeklagt und entlassen. Während der anschließenden Zeit der Arbeitslosigkeit pflegte Korn Kontakte zu anarchistischen Kreisen. Ab 1928 war er als Schriftsteller und Journalist tätig. Zum 1. Juni 1929 trat er der NSDAP bei (Mitgliedsnummer 134.864), wo er zum linken Flügel um Otto Strasser gehörte; zum 30. Juni 1930 trat er wieder aus der Partei aus. In der Folge gehörte er der „Schwarzen Front“, dem nationalrevolutionären „Aufbruch-Kreis“ und seit 1931 der KPD an; gleichzeitig war er Mitglied der Reichsleitung des Kampfbundes gegen den Faschismus.
Nach der Machtübernahme durch die Nationalsozialisten lebte Vilmos Korn von 1933 bis 1935 illegal in Berlin, später im Erzgebirge und im Allgäu. Auf einer geheimen Zusammenkunft von Nazigegnern lernte er 1935 Ilse Truöl, eine gegen die Nazis eingestellte Bibliothekarin aus Dresden, kennen, die er bald darauf heiratete. Am 19. Juni 1938 wurde seine Tochter Nina Madlen geboren, die, da er illegal lebte, bis 1941 bei Pflegeeltern in Hinterstein (Allgäu) aufwachsen musste. Ab 1943 nahm er als Offizier der Luftwaffe auf deutscher Seite am Zweiten Weltkrieg teil, war aber zugleich im antifaschistischen Widerstand aktiv. Im Sommer 1943 wurde er nach einer Denunziation verhaftet und wegen Vorbereitung zum Hochverrat angeklagt; die Zeit bis zum Kriegsende verbrachte er als Häftling im Wehrmachtgefängnis Torgau.
Nach dem Ende des Zweiten Weltkriegs gehörte Vilmos Korn 1945 zu den Mitbegründern des Kulturbundes und (nach kurzer Mitgliedschaft in der SED) 1948 der Nationaldemokratischen Partei Deutschlands (NDPD) im Lande Sachsen. Von 1945 bis 1950 war er Leiter der Abteilung Belletristik im Kulturbeirat des Ministeriums für Volksbildung; von 1949 bis 1958 gehörte er der Volkskammer der DDR als Abgeordneter der NDPD an. 1958 verlor er wegen „parteischädigenden Verhaltens“ dieses Mandat und seine Ämter in der NDPD und war danach freier Schriftsteller. 1962 wurde er durch Beschluss der Zentralen Parteikontrollkommission der SED rehabilitiert.
Er lebte seit 1950 mit Frau, der Schriftstellerin Ilse Korn, und Tochter in Kleinmachnow.
Vilmos Korn war Verfasser von Jugendbüchern, dramatischen Werken, Drehbüchern, Hörspielen und Liedtexten.

## Ehrung
- 1964 – Theodor-Fontane-Preis des Bezirks Potsdam (gemeinsam mit Ilse Korn)

## Werke
- Dresden, 1946 (Drehbuch, Kurzfilm)
- Das Segel des Colon, Berlin 1946
- Das Milchbächlein, Berlin 1953 (zusammen mit Hans Mau)
- Das Nikolastürmchen, Berlin 1956
- Mohr und die Raben von London, Berlin 1962 (zusammen mit Ilse Korn) – 1968 verfilmt (Regie: Helmut Dziuba; Drehbuch: Gudrun Deubener, Margot Beichler, Helmut Dziuba). Neuausgabe Eulenspiegel Kinderbuchverlag, Berlin 2018.
- Einer neben dir, Potsdam 1966 (zusammen mit Karl Erich Koch)
- Meister Hans Röckle und Mister Flammfuß, Berlin 1968 (zusammen mit Ilse Korn) – 1974 verfilmt unter dem Titel Hans Röckle und der Teufel (Regie: Hans Kratzert, Drehbuch: Gudrun Deubener und Hans Kratzert)

## Herausgeberschaft
- Offen steht das Tor des Lebens, Halle 1951